# Беркут (скафандр)
«Бе́ркут» — тип советского универсального космического скафандра, использованного в космосе в 1965 году.

## Описание
Скафандр был разработан в СССР в 1964—1965 годах и предназначался для обеспечения безопасного выхода человека в открытый космос и спасения при разгерметизации космического корабля. Относится к скафандрам «мягкого» типа, то есть, не имеющим жёсткого каркаса. Дыхание космонавта обеспечивалось вентиляционной системой открытого типа.
В комплект скафандра входят: шлем, костюм скафандра, защитная одежда. Жизнедеятельность космонавта обеспечивалась бортовой СЖО корабля или автономной системой ранцевого типа. При выходе в открытый космос использовался страховочный фал.
Шлем скафандра неповоротный, с быстроразъемными креплениями. Шлем состоит из каски, подъемного стекла и светофильтра. Каска изготовлена из алюминиевого сплава, её размеры не мешают движению головы. Лицевое стекло шлема — органическое. Светофильтр самолётного типа размещен внутри шлема.
Костюм скафандра имеет трёхслойную оболочку — силовой слой снаружи и два (основной и резервный) герметичных слоя под ним.
Защитная одежда представляет собой комбинезон из прочной ткани и с многослойной экранно-вакуумной изоляцией.
Автономная система представляла собой кислородный прибор КП-55 и 3 кислородных баллона, которые были размещены в ранце. Космонавт, перед выходом в космос, должен был надеть ранец и закрепить его на скафандре с помощью подвесной системы.
Кислород из баллонов направлялся в шлем, затем попадал под оболочку скафандра и далее выбрасывался в окружающую среду. Также была предусмотрена резервная система подачи кислорода — по шлангу от баллонов, установленных в шлюзовой камере. Система предусматривала возможность регулирования давления в скафандре.
Страховочный фал имел длину 7 м. В его состав входили амортизирующее устройство, стальной трос, шланг аварийной подачи кислорода и провода.
Для полётов в космос скафандр применялся один раз — в ходе полёта космического корабля «Восход-2». В «Беркуты» были одеты командир корабля П. И. Беляев и пилот — А. А. Леонов.
18 марта 1965 года Алексей Леонов в скафандре «Беркут» впервые в истории вышел в открытый космос. Вне космического корабля он находился 12 минут 9 секунд.
Опыт, полученный при эксплуатации скафандра, привел к началу разработки скафандра «Ястреб».

## Технические характеристики
- Масса скафандра — 20 кг, с системой жизнеобеспечения — около 42 кг[1].
- Масса ранца — 21,5 кг.
- Давление в скафандре — 400 гПа (0,4 атм) с возможностью снижения до 270 гПа (0,27 атм)[2].
- Время работы скафандра
  - При разгерметизации кабины — 4 часа
  - При внекорабельной деятельности — 45 минут

Скафандр разработан на НПП «Звезда». Автономная система жизнеобеспечения — на КАМПО.